# اسی ادوگیان
اسی ادوگیان (به انگلیسی: Esi Edugyan) رمان‌نویس کانادایی است.
آثار وی در چندین گلچین ادبی منتشر شده که «بهترین صداهای آمریکای جدید» در سال ۲۰۰۳ از جمله آن هاست. نخستین رمانش را وقتی ۱۵ ساله بود نوشت که به نام «زندگی دوم ساموئل تین» منتشر شد. «بلوز دورگه» در فهرست جایزه من بوکر ۲۰۱۱ نیز جای داشت و برنده جایزه اسکوشیابنک ۲۰۱۱ کانادا شد.
اسی ادوگیان زاده و بزرگ‌شده شهر کالگری کانادا است و پدر و مادر او از مهاجران غنایی به کانادا هستند. اسی دانش‌آموخته دانشگاه جان هاپکینز ویکتوریا است.